# Aldona Sobczyk
Aldona Sobczyk (ur. 12 listopada 1979) – polska biathlonistka. Wicemistrzyni Europy w sztafecie kobiet z 1999. Uczestniczka mistrzostw świata (2000), mistrzostw Europy (1999, 2000), zimowej uniwersjady (2001), mistrzostw świata juniorów (1999) oraz mistrzostw Europy juniorów (1999). Wielokrotna medalistka mistrzostw Polski w biathlonie.

## Przebieg kariery
Sobczyk była zawodniczką Dynamitu Chorzów. Zdobywała medale Ogólnopolskiej Olimpiady Młodzieży, stawała na podium letnich mistrzostw Polski w biathlonie letnim zarówno indywidualnie, jak i w sztafecie kobiet, należała do seniorskiej reprezentacji Polski. Na arenie krajowej kilkukrotnie zdobywała medale mistrzostw Polski w biathlonie – w 1999 sięgnęła po złoto w sztafecie kobiet, a w 2000 zdobyła brąz w biegu indywidualnym, brąz w sprincie i srebro w biegu na dochodzenie oraz srebro w sztafecie kobiet.
W latach 1999–2001 startowała w wielu zawodach międzynarodowych. Na poziomie juniorskim w 1999 zajęła 10. miejsce w sprincie na mistrzostwach Europy juniorów w Iżewsku, choć nie znalazła się w trzyosobowym składzie Polski na bieg sztafetowy juniorek na tej samej imprezie, a także wystartowała w mistrzostwach świata juniorów w Pokljuce, gdzie uczestniczyła tylko w rywalizacji indywidualnej – w sprincie była 33., w biegu pościgowym nie dobiegła do mety, a w biegu indywidualnym zajęła 40. lokatę.
Na poziomie seniorskim największy sukces odniosła w 1999, gdy w Iżewsku, wraz z polską kadrą (oprócz niej w składzie znalazły się wówczas również Iwona Grzywa, Iwona Daniluk oraz Patrycja Szymura), sięgnęła po srebrny medal mistrzostw Europy w sztafecie kobiet, po raz pierwszy w historii tej imprezy rozgrywanej w formacie czteroosobowym – Sobczyk pobiegła w sztafecie seniorskiej, mimo że wcześniej podczas tej samej imprezy nie znalazła się w składzie sztafety juniorskiej, która w swojej kategorii wiekowej sięgnęła po złoty medal. W imprezie tej rangi wystartowała też rok później w Zakopanem – zajęła 37. miejsce w biegu indywidualnym, 30. w sprincie, 35. w biegu pościgowym oraz 6. w sztafecie. W 2000 wzięła także udział w mistrzostwach świata w Oslo – w sprincie była 54., w biegu pościgowym została zdublowana, w biegu indywidualnym zajęła 47. miejsce, a w sztafecie 12. W 2001 uczestniczyła w zimowej uniwersjadzie – była 23. w biegu indywidualnym, 19. w sprincie i 7. w sztafecie.
W swojej karierze wystartowała w 20 biegach (17 indywidualnych i 3 sztafetach) zaliczanych do Pucharu Świata, najlepsze rezultaty, zarówno w starcie indywidualnym (47. lokata), jak i sztafetowym (12. pozycja), notując podczas mistrzostw świata w 2000.

## Osiągnięcia

### Mistrzostwa świata
| Rok  | Miejscowość | Konkurencje | Konkurencje | Konkurencje | Konkurencje | Konkurencje | Konkurencje | Konkurencje |
| Rok  | Miejscowość | IN          | SP          | PU          | MS          | RL          | MR          | SR          |
| ---- | ----------- | ----------- | ----------- | ----------- | ----------- | ----------- | ----------- | ----------- |
| 2000 | Oslo        | 47.         | 54.         | LAP         | –           | 12.         | nd.         | –           |

### Mistrzostwa Europy
| Rok  | Miejscowość | Konkurencje | Konkurencje | Konkurencje | Konkurencje | Konkurencje | Konkurencje | Konkurencje |
| Rok  | Miejscowość | IN          | SP          | PU          | MS          | RL          | MR          | SR          |
| ---- | ----------- | ----------- | ----------- | ----------- | ----------- | ----------- | ----------- | ----------- |
| 1999 | Iżewsk      | –           | –           | nd.         | nd.         | 2.          | nd.         | –           |
| 2000 | Zakopane    | 37.         | 30.         | 35.         | nd.         | 6.          | nd.         | –           |

### Uniwersjada
| Rok  | Miejscowość | Konkurencje | Konkurencje | Konkurencje | Konkurencje | Konkurencje | Konkurencje | Konkurencje |
| Rok  | Miejscowość | IN          | SP          | PU          | MS          | RL          | MR          | SR          |
| ---- | ----------- | ----------- | ----------- | ----------- | ----------- | ----------- | ----------- | ----------- |
| 2001 | Zakopane    | 23.         | 19.         | b.d.        | nd.         | 7.          | nd.         | –           |

### Mistrzostwa świata juniorów
| Rok  | Miejscowość | Konkurencje | Konkurencje | Konkurencje | Konkurencje | Konkurencje | Konkurencje | Konkurencje |
| Rok  | Miejscowość | IN          | SP          | PU          | MS          | RL          | MR          | SR          |
| ---- | ----------- | ----------- | ----------- | ----------- | ----------- | ----------- | ----------- | ----------- |
| 1999 | Pokljuka    | 40.         | 33.         | DNF         | nd.         | –           | nd.         | –           |

### Mistrzostwa Europy juniorów
| Rok  | Miejscowość | Konkurencje | Konkurencje | Konkurencje | Konkurencje | Konkurencje | Konkurencje | Konkurencje |
| Rok  | Miejscowość | IN          | SP          | PU          | MS          | RL          | MR          | SR          |
| ---- | ----------- | ----------- | ----------- | ----------- | ----------- | ----------- | ----------- | ----------- |
| 1999 | Iżewsk      | b.d.        | 10.         | nd.         | nd.         | –           | nd.         | –           |

### Puchar Świata

#### Miejsca w klasyfikacji generalnej Pucharu Świata
| Sezon     | Miejsce           |
| --------- | ----------------- |
| 1999/2000 | niesklasyfikowana |
| 2000/2001 | niesklasyfikowana |

#### Miejsca w poszczególnych zawodach Pucharu Świata
| Sezon 1999/2000                                                                           |    |    |    |    |    |    |    |    |    |    |    |    |    |    |    |    |     |    |    |    |    |    |     |    |        |        |        |        |        |        |        |        |        |        |        |        |        |        |        |        |        |        |        |        |
| IN                                                                                        | PU | SP | PU | IN | SP | MS | SP | PU | MS | SP | PU | SP | PU | SP | PU | SP | PU  | IN | MS | SP | PU | SP | PU  | MS | punkty | punkty | punkty | punkty | punkty | punkty | punkty | punkty | punkty | punkty | punkty | punkty | punkty | punkty | punkty | punkty | punkty | punkty | punkty | punkty |
| -                                                                                         | -  | 78 | -  | -  | 80 | -  | 72 | -  | -  | -  | -  | 74 | -  | 67 | -  | 54 | LAP | 47 | -  | 72 | -  | 52 | LAP | -  | 0      | 0      | 0      | 0      | 0      | 0      | 0      | 0      | 0      | 0      |        |        |        |        |        |        |        |        |        |        |
| Sezon 2000/2001                                                                           |    |    |    |    |    |    |    |    |    |    |    |    |    |    |    |    |     |    |    |    |    |    |     |    |        |        |        |        |        |        |        |        |        |        |        |        |        |        |        |        |        |        |        |        |
| IN                                                                                        | SP | SP | PU | IN | SP | PU | SP | PU | MS | SP | PU | SP | MS | SP | PU | MS | IN  | IN | SP | PU | SP | SP | PU  | MS | punkty | punkty | punkty | punkty | punkty | punkty | punkty | punkty | punkty | punkty | punkty | punkty | punkty | punkty | punkty | punkty | punkty | punkty | punkty | punkty |
| 78                                                                                        | 76 | 77 | -  | 67 | 78 | -  | 82 | -  | -  | -  | -  | -  | -  | -  | -  | -  | -   | -  | -  | -  | -  | -  | -   | -  | 0      | 0      | 0      | 0      | 0      | 0      | 0      | 0      | 0      | 0      | 0      | 0      | 0      | 0      | 0      | 0      | 0      | 0      | 0      | 0      |
| Legenda                                                                                   |    |    |    |    |    |    |    |    |    |    |    |    |    |    |    |    |     |    |    |    |    |    |     |    |        |        |        |        |        |        |        |        |        |        |        |        |        |        |        |        |        |        |        |        |
| 1 2 3 4-10 11-30 poniżej 30 – – zawodniczka nie wystartowała LAP – zawodniczka zdublowana |    |    |    |    |    |    |    |    |    |    |    |    |    |    |    |    |     |    |    |    |    |    |     |    |        |        |        |        |        |        |        |        |        |        |        |        |        |        |        |        |        |        |        |        |
| SP – sprint IN – bieg indywidualny PU – bieg pościgowy MS – bieg masowy                   |    |    |    |    |    |    |    |    |    |    |    |    |    |    |    |    |     |    |    |    |    |    |     |    |        |        |        |        |        |        |        |        |        |        |        |        |        |        |        |        |        |        |        |        |